# 女子高生の腰つき
『女子高生の腰つき』（じょしこうせいのこしつき）は、コアマガジンから発売された音乃夏による成人向け漫画作品。及び、それを原作としてメリー・ジェーンから発売されたアダルトアニメシリーズ。

## 演劇部編

### 登場人物
相馬杏美
演劇部部長。二年生。自分でも認めるほどにエッチが好き。巨乳で胸の柔らかさに自信をもつ。アナルも経験したことがあるほどのテクニシャン。練習の劇で演じた役は恥じらう奴隷娘の役。
小川美亜
二年生。巨乳でおなじく巨乳の相馬よりも胸があると自認するほど。淫乱だがアナルは今まで経験したことがなかった模様。練習の劇で演じた役は杏美同様、恥じらう奴隷娘の役
七瀬
騎馬上位で腰をふるたびに胸が揺れるほどの巨乳。メインキャラクターではないが名前があったので表記。
めぐ
文芸部。枝毛のある髪型とぐりぐり眼鏡が特徴の女子。
鈴木
一年生。練習の劇で演じた役は奴隷を買った商人。後ろに逆立った髪型が特徴のファンキーな風貌に反して、おそらくエッチに慣れていたであろうとはいえ、二人の美女と同時にエッチをしても天狗にならずに冷静でいられる誠実な性格をしている。また「花も恥じらう乙女」が「美しい女性」を意味することを知っているなど慣用句にも詳しい。

## ビリヤード部編

### 登場人物
田村さつき
二年生。優一に好意を抱いている。実は処女。
雨宮優一
二年生。周囲からは「優」という愛称で呼ばれている。さつきとエッチするまでは童貞だった。
佳奈
一年生。右目に泣きボクロがある。

## テニス部編

### 登場人物
川北
男子テニス部の部員。
小倉
男子テニス部の部員。中二病が入った性格。
朝比奈
男子テニス部の部員。
一ノ瀬遥
二年生。かなりのドS。
小岩井歩美
一年生。変態プレイを好んでいる。
先生
テニス部の顧問。

## ビーチバレー部編

### 登場人物
坂本
ビーチバレー部の顧問。
桐生沙織
ビーチバレー部の女子部員。坂本とエッチをすることで試合をリフレッシュするように努力している。
桐生沙和
一年生。沙織の妹。中学時代はバレーボールで全国大会に出ていた実力者。坂本曰く、シスコンの気がある。姉と坂本のセックスを見たことで自分も興味を持ってしまい、賭け試合にわざと負けて坂本の言いなりになる。
石田友子
ビーチバレー部の部長。

## 写真部編

### ストーリー
注意:内容が補完されているアニメ版を主眼においての編集です。
写真部に所属している生方葵は同じ部の先輩、二見が先生と話をしているのを見かけ、二見が引っ越しをすることを知ってしまう。二見がいなくなる寂しさ、喪失感から自分の恋心を自覚した生方は、虚しい部活の日々を送るが、ある日、二見から「エロいポーズ」をやってよと冗談半分に言われたものの、生方は恋心から承諾する、そして二見の部屋で撮影をするのを条件にした。
二見の部屋に来た生方は、さまざまなコスプレをし、興奮していたが、チアガールのコスプレをしているときに、さりげなく言われた二見の「スカート脱いで」の一言で本当に脱いでしまい、そして葵は自分のパンツが濡れていることを二見に指摘されて焦ってしまいドキドキしてしまう。そして「上も脱いじゃおう」という発言さえも真に受けて、上着を上に捲し立てて、二見の前で生乳を出した。次第にエスカレートした二見は生方にフェラも要求、生方も承諾して実際にしてもらったが、二見がイキそうになったところで一度辞めてもらうものの、生方からは「もっとしごいてほしい」という風にとらえられ、今度はパイズリでのフェラもしてもらい、射精をして生方にぶちまける。そして二見への愛を告白した生方は先輩に跨り、自分から挿入して処女喪失を経験する。自分の淫乱な一面が怖くなった生方は泣いてしまうが、純情さと直向きな性格を認めて、二見も優しくなり、生方の胸を吸ってキスもする。そして二人は愛し合い、生方は敢えて淫語を頻繁に言って、二見を焚き付けて盛り上がる。そして一度落ち着いた二見は来週の待ち合わせを生方に約束する。
実は二見は引っ越しはするが転校はせずに、生方は自分の勘違いだと恥ずかしく思ってしまった。しかし、恋人になれた充実感から、その恥ずかしさもすぐに忘れ、清々しく話し合う二人がいた。

### 登場人物
生方葵
声：内野ぽち
このエピソードのヒロインであり主人公。写真部に所属している高校一年生の女子。童顔だが美少女でありパイズリもできるほどの巨乳、そして処女。常識人だが性に関しては淫乱。
二見先輩
写真部に所属している生方の先輩。部内で堂々とエロ本を読んでおり、生方によく卑猥なことを言ってセクハラしている。節操はないが、葵が言うことを聞いてくれて主導権を握れても調子に乗らない自制心を持っている。引き締まった筋肉質な肉付きをしている。

## 単行本
- 音乃夏 『女子高生の腰つき』 2012年11月9日[19]、コアマガジン〈ホットミルクコミックス386〉、ISBN 978-4-86436-393-8

## OVA
- 『女子高生の腰つき』 メリー・ジェーン（監督：笠原慎平、脚本：佐和山進一郎、キャラクターデザイン：久我原隆）
  - 『上巻 ビーチバレー部編』、2013年8月23日[20]、JAN 4571153234964
  - 『下巻 テニス部編』、2013年10月25日[21]、JAN 4571153235152
  - 『写真部編』、2014年7月4日[22]、JAN 4571153235664
  - 『ビリヤード部創部編』、2014年8月8日[23]、JAN 4571153235893
  - 『ビーチバレー部編 Round2』、2015年1月23日[24]、JAN 4571153236302
  - 『演劇部編』、2015年4月24日[25]、JAN 4571153236500